# Empersdorf
Empersdorf è un comune austriaco 1 317 abitanti nel distretto di Leibnitz, in Stiria.